# Kırkharman, Çilimli
Kırkharman là một xã thuộc huyện Çilimli, tỉnh Düzce, Thổ Nhĩ Kỳ. Dân số thời điểm năm 2010 là 564 người.